# Chuck Labelle
Jean-Guy Chuck Labelle est auteur-compositeur-interprète franco-ontarien né le 18 mars 1954 à Mattawa un petit village à l'est de North Bay en Ontario au Canada. Spécialiste de la musique country, il est surnommé le "Cowboy franco-ontarien".

## Biographie
Chuck Labelle a reçu son sobriquet Chuck plus tard dans sa vie, un mystère jamais illuminé. Les Labelles, composés de 4 fils et 2 filles sont une famille éclairée de musique et de chant, et ils se sont toujours appliqués dans les arts de la mélodie. Marie-Laure, la mère de Chuck, les encourageait tous car elle aussi avait un grand amour et un talent musicale, et Gérald, le père de Jean-Guy, tolérait le bruit de la batterie et des guitares électriques, même après des longues journées de travail car lui aussi adorait la joie que la musique apportait à sa famille.

## Musique
Chuck Labelle est un spécialiste du "nouveau country". Depuis 1992, Jean-Guy Chuck Labelle a réalisé trois albums de musiques de nouveau country, trois albums de Noël, un album de musique anglaise, 7 albums Radiophoniques, ainsi que deux albums de Noël avec des élèves de l’élémentaire, et deux albums Écris-moi une chanson s.v.p.
En 1994, il fait une première tournée avec les artistes Robert Paquette.
Il a enregistré cent soixante deux chansons et musiques. Il réussit avec les années à devenir populaire parmi les Franco-Ontariens ainsi que sur les ondes de la télévision nationale. Il a effectué des tournées à travers le Canada et même jusqu'en Europe.
Son disque audionumérique «Le cow-boy / The Cowboy» version française et anglaise devient un succès simultanément en Europe. Pendant deux semaines consécutives, son disque atteint la première position sur le palmarès Européen (European CMA, Radio Chart, Top 50) et lui proclame une nomination par l’ECMA (European Country Music Association) en tant que chanteur de l’année, artiste de l’année et chanson de l’année pour le genre musical Country.
Chuck Labelle remporte le prix du ROSEQ 2009 (Réseau des organisateurs de spectacles de l'Est du Québec) lors d'un gala du "Contact Ontarois" 2009 à Toronto.